# Gogi Lerr
Gogi Lerr (azerbajdzjanska: Küküdağ) är ett berg i Azerbajdzjan. Det ligger i den sydvästra delen av landet, 400 km väster om huvudstaden Baku. Toppen på Gogi Lerr är 3 120 meter över havet.
Terrängen runt Gogi Lerr är kuperad åt sydost, men åt nordväst är den bergig. Gogi Lerr är den högsta punkten i trakten. Runt Gogi Lerr är det ganska glesbefolkat, med 27 invånare per kvadratkilometer.. Närmaste större samhälle är Şahbuz, 16,8 km söder om Gogi Lerr.
Trakten runt Gogi Lerr består i huvudsak av gräsmarker.